# Унгерния
Унге́рния (лат. Ungernia) — род однодольных растений семейства Амариллисовые (Amaryllidaceae). Выделен немецко-российским ботаником Александром Андреевичем Бунге в 1875 году. Назван в честь балтийско-немецкого ботаника и врача в Турине Франца Унгерн-Штернберга (1808—1885).

## Ботаническая классификация

### Виды
По данным The Plant List на 2013 год, включает в себя следующие виды:
- Ungernia badghysi Botsch.
- Ungernia ferganica Vved. ex Artjush. — Унгерния ферганская
- Ungernia flava Boiss. & Hausskn.
- Ungernia oligostroma Popov & Vved. — Унгерния малооболочковая, или Унгерния малая
- Ungernia sewerzowii (Regel) B.Fedtsch. — Унгерния Северцова
- Ungernia spiralis Proskor. — Унгерния спиральная
- Ungernia tadschicorum Vved. ex Artjush. — Унгерния таджикская
- Ungernia trisphaera Bunge — Унгерния трёхсферная
- Ungernia victoris Vved. ex Artjush. — Унгерния Виктора
- Ungernia vvedenskyi Khamidch. — Унгерния Введенского

## Распространение, общая характеристика
Представители рода распространены в Казахстане, Кыргызстане, Таджикистане, Туркменистане, Узбекистане, Афганистане и Иране.
Травянистые растения. Листорасположение очерёдное; листья простые, линейные, размещены у основания или в прикорневой розетке, край листа гладкий. Соцветие — зонтик. Цветки имеют шесть лепестков, околоцветник актиноморфный. Плод — коробочка. Ядовиты.

## Значение
Выращиваются как декоративные растения.
Известные виды — Унгерния Виктора (Ungernia victoris) (используется в медицине) и унгерния Северцова (Ungernia sewerzowii) (используется в традиционной медицине и реже как декоративное).
Листья унгернии Виктора служат основным источником сырья для промышленного получения галантамина. Унгернию Северцова используют для промышленного получения алкалоида ликорина (содержание в листьях до 0,46 %).
Из луковиц всех видов унгернии можно получать клей.
Луковицы унгернии трёхсферной можно употреблять в пищу, но только печёными или варёными.